# Det snöar i Indianien
Det snöar i Indianien var SR:s julkalender 1999 och utspelades i en liten indianby som hette Indianien. Seriens musik var skriven av Martin Svensson och Dilba, vid den här tiden var båda två ihop och jobbade tillsammans mycket.

## Handling
I en glänta intill en flod ligger byn Indianien. Där bor pojken Kewanee (Rickard Claeson), som är precis så stor att han når upp till manken på sin häst Blixten. Hans pappa Nattuggla (Figge Norling) sover på dagarna, för han vaktar byn på nätterna. Det är förstår tråkigt att han inte har så mycket tid eller ork till att umgås med sin son, men Kewanee är ändå stolt över sin pappa. Kewanees bästa vän heter Kikapoo (Mylaine Hedreul). Hon är en flicka i hans egen ålder. Hennes storebror Styva Linan (Linus Wahlgren) och hans kumpaner gör däremot narr av Kewanee, då han inte delar deras intresse för jakt, sport och vapenövningar. Hövdingen Wah-Wah-Gott (Erik Blixt) är matglad, och han är särskilt förtjust i buffelstek. Men det får han äta alltför sällan numera. På andra sidan floden betar buffelhjordar, och någon av byns jägare borde kunna fälla en buffel. Så varför lyckas de inte med det? Men ingen, inte ens medicinmannen Bäska Droppen (Hasse Pihl), kan förklara det. Än mindre kan någon därför göra något åt det. Och som om inte det vore nog, så hotas freden med toffelindianerna i grannbyn. Och så försvinner också Indianiens totempåle. Vad är det egentligen, som händer i byn? Läget blir värre och värre. Och om de inte får tillbaka totempålen snart, så kanske de inte får besök av Vinteranden i år. Kewanee söker tröst hos Silverskugga (Gunvor Pontén), en av byns äldsta kvinnor. Kan hon ge honom några råd?

## Papperskalender

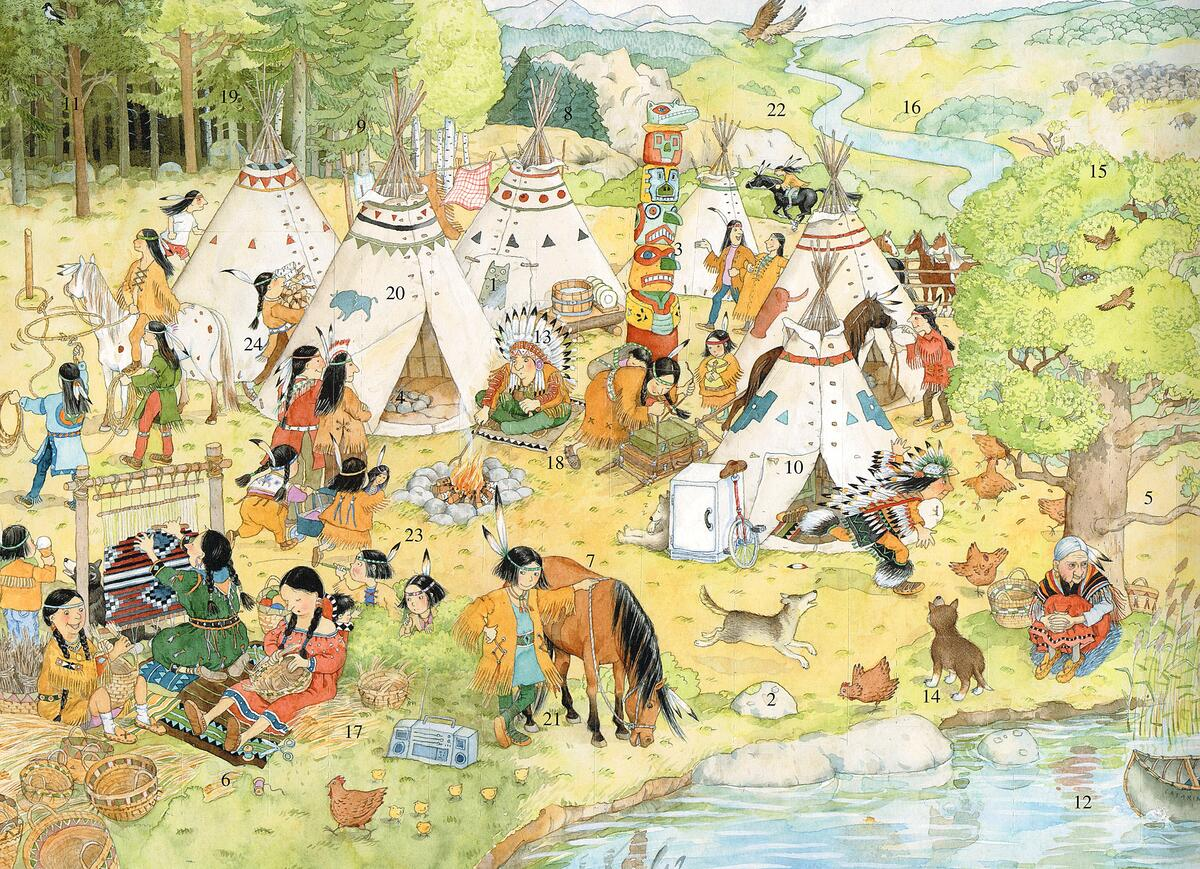
Papperskalendern

Årets papperskalender ritades av Catarina Kruusval och föreställer en strand med indianer och täppor på.

### Fotnoter
1. ↑  ”Svensk mediedatabas”. http://smdb.kb.se/catalog/search?q=%22Det+sn%C3%B6ar+i+Indianien%22+typ%3Aradio&sort=OLDEST. Läst 5 april 2011.
2. ↑  ”1999, Det snöar i Indianien”. Sveriges Radio. http://sverigesradio.se/barn/julkalendrar/1999.stm. Läst 30 augusti 2015.